# Estádio de Suyumbayev
O Estádio de Suyumbayev (em quirguiz: Suyumbayev Stadion) é um estádio multiuso localizado em Suyumbayev, distrito da cidade de Osh, no Quirguistão.[carece de fontes?] Utilizado principalmente para competições de futebol, é oficialmente a casa onde o clube local FK Alay também manda seus jogos oficiais por competições nacionais no estádio. Sua capacidade máxima é de 12 000 espectadores.[carece de fontes?]